# رود اوئیراسه
رود اوریرز (به لاتین: Oirase River) یک رود در ژاپن است که در توادا، آئوموری واقع شده‌است.